# 所罗门·阿拉比
马卡凡·所罗门·阿拉比（英語：Makafan Solomon Alabi，1988年3月21日—），尼日利亚职业篮球运动员。他在2010年NBA选秀中第2轮第50顺位被达拉斯小牛选中。
2013年，在台灣的超級籃球聯賽的裕隆納智捷籃球隊擔任洋將。